# Georg Bärsch

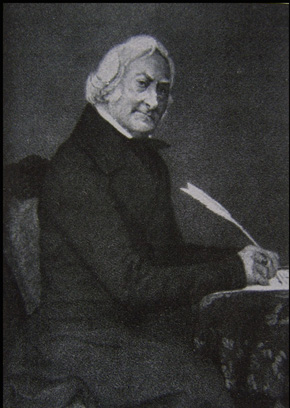
Georg Bärsch
Foto aus dem Jahre 1866

Georg Friedrich Bärsch (auch Baersch) (* 30. September 1778 in Berlin; † 7. Januar 1866 in Koblenz), Geheimer Regierungsrat der königlich preußischen Regierung, war der erste Landrat des Landkreises Prüm. Er wurde als Herausgeber der Eiflia illustrata des Historikers Johann Friedrich Schannat (1683–1739) und Verfasser von Abhandlungen zur Geschichte der Eifel bekannt. Für seine historischen Forschungen wurde ihm die Ehrendoktorwürde der Universität Bonn verliehen.

## Herkunft
Seine Eltern waren königlich preußischer Kriegs-Kommissar Johann Georg Bärsch (1740–1823) und dessen Ehefrau Anna Dorothea Schwahn († 1780).

## Leben und Wirken
Georg Bärsch wurde am 30. September 1778 in Berlin geboren. Nach einer kaufmännischen Ausbildung trat er 1806 in preußische Militärdienste und war an Kämpfen gegen die französischen Besatzungstruppen beteiligt (→ Befreiungskriege), unter anderem an der vorübergehenden Befreiung der Stadt Stralsund durch das Husarenregiment des Majors Ferdinand von Schill im Jahre 1809.
Trotz patriotischen Eifers und seiner Mitgliedschaft im Tugendbund konnte er keine große militärische Karriere machen, da ihn sein vorauseilender Gehorsam zu allzu spektakulären kriegerischen Alleingängen verleitete. Er musste gar vorübergehend die preußische Armee verlassen, nachdem er sich den Zorn des preußischen Königs Friedrich Wilhelms III. zugezogen hatte, weil er auf eigene Faust mit 30 Kosaken in das französisch besetzte Berlin eingedrungen war. Baersch floh nach Hamburg und trat dort in die Hanseatische Legion ein, wo er zum Major und Rittmeister aufstieg.
Der preußische Staatsminister Karl August von Hardenberg holte ihn 1814 wieder in  preußische Dienste und beauftragte ihn mit der Organisation des Landwehrbaus im Raum Aachen und Koblenz. Baersch verließ aber schon bald die preußische Armee und übernahm ab 1816 politische Funktionen in der Neuorganisation der nach dem Wiener Kongress an Preußen gefallenen Rheinprovinz. Nach kurzzeitigen Tätigkeiten in den neugebildeten Landkreisen Lechenich und Soest wurde er 1819 der erste Landrat des Landkreises Prüm.
Georg Bärsch gehörte der Trierer Freimaurerloge Zum Verein der Menschenfreunde an. An seinem neuen Wirkungsfeld entwickelte er großes Interesse, das sich theoretisch in eingehenden Studien zur Geschichte der Eifel und praktisch in einem unermüdlichen Einsatz zur Verbesserung der rückständigen wirtschaftlichen und kulturellen Verhältnisse dieses Raumes niederschlug. Er baute Schulen, förderte die Bildung der Lehrer und Priester und baute das von der französischen Herrschaft vernachlässigte Eifeler Verkehrswegenetz aus.
Aufgrund seiner Verdienste beförderte der preußische König 1834 den Landrat zum Regierungsrat der Trierer Bezirksregierung, wo Bärsch unter dem Titel „Beschreibung des Regierungsbezirkes Trier“ die statistische Bestandsaufnahme der wirtschaftlichen und kulturellen Bedingungen im Regierungsbezirk Trier für die preußische Regierung anfertigte. Er wurde zum geheimen Regierungsrat befördert und trat 1848 in den Ruhestand. Irritiert durch politischen Wirren des Vormärz, in deren Folge das Zeughaus in Prüm von revolutionären Bauernhorden gestürmt wurde, zog Baersch sich 1848 nach Koblenz zurück, wo er sich ganz seinen historischen Studien widmete. Er starb 1866 im Alter von 88 Jahren. Sein Nachlass befindet sich im Landeshauptarchiv Koblenz.

## Familie
Bärsch war zweimal verheiratet. Seine erste Frau wurde Juliane Wilhelmine Eltze († 1836), eine Tochter des Kaufmanns Gottfried Eltze aus Berlin und der Juliane Weyher. Nach ihrem Tod heiratete er am 7. Juni 1843 Emilie von der Mark (* 1805), eine Tochter des königlich preußischen Kriegskommissars und späteren Intendanturrats Wilhelm von der Mark und der Helena von Gahlen. Beide Ehen blieben kinderlos.

## Historischer Nachlass

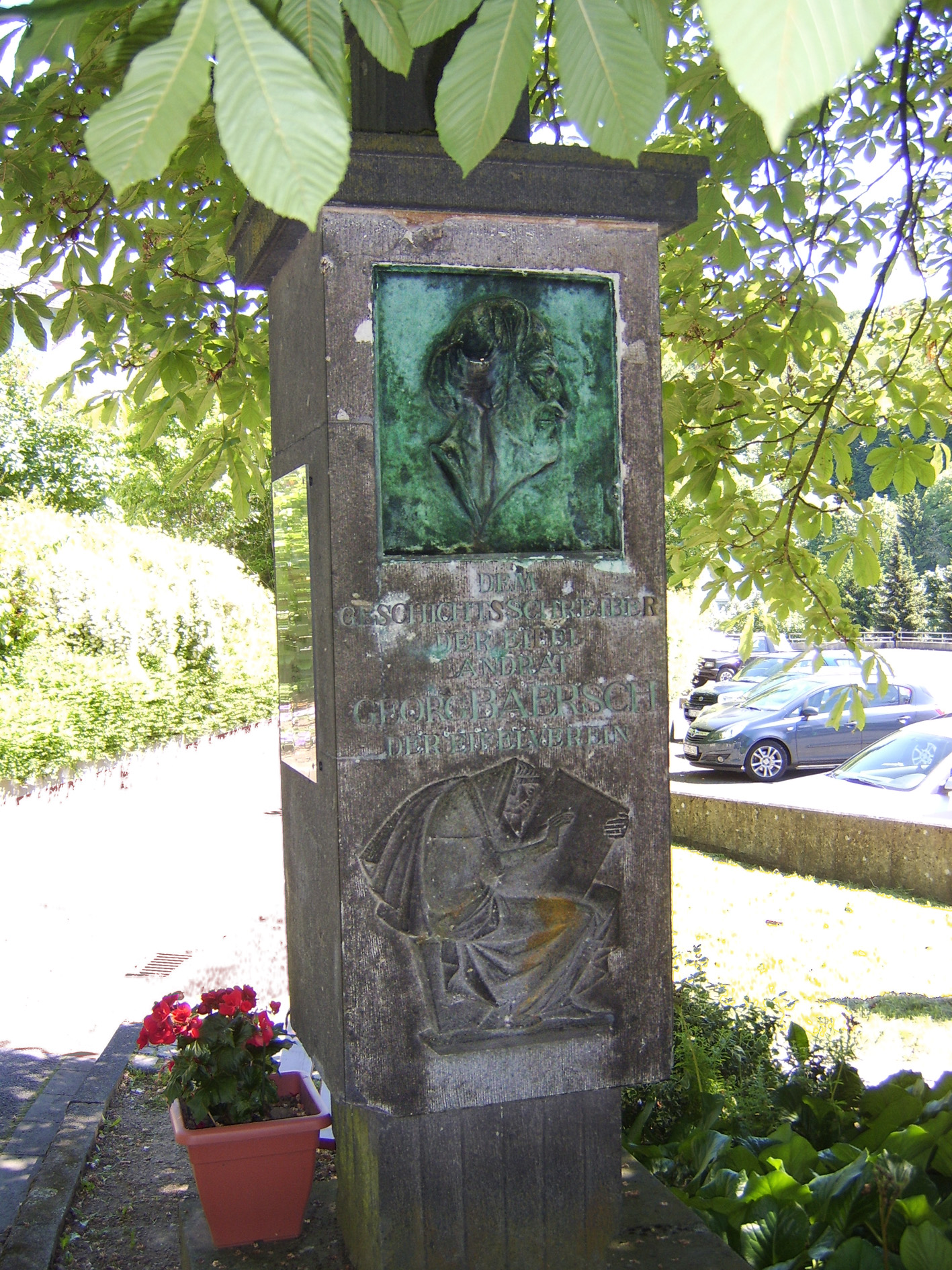
„Dem Geschichtsschreiber der Eifel Landrat Georg Bärsch“ – Bärsch-Denkmal in Prüm

In seiner autobiographischen Schrift Erinnerungen aus meinem vielbewegten Leben. mit dem Titelzusatz Manuscript für meine Freunde führt Bärsch selbst die von ihm veröffentlichten Werke auf.

### Eiflia illustrata
Siehe auch Hauptartikel Eiflia illustrata
Neben seiner Tätigkeit als preußischer Beamter sammelte Bärsch leidenschaftlich Urkunden und Akten zur Geschichte der Fürstenhäuser und Klöster der Eifel und des Rheinlandes. Sein Nachlass befindet sich im Landeshauptarchiv Koblenz. Dabei wurde ihm die Existenz einer Schrift des Historikers Johann Friedrich Schannat (1683–1739) über die Eifel bekannt, die dieser für den Erzbischof von Prag und Grafen von Blankenheim-Manderscheid unter dem Titel Eiflia illustrata 1739 verfasst hatte. Bärsch fand eine bebilderte Kopie des Werkes in der großherzoglichen Bibliothek in Darmstadt. Er ließ das in Latein verfasstes Manuskript, eine historisch-geographische Beschreibung der Eifel, ins Deutsche übersetzen und aktualisierte und ergänzte die darin enthaltenen Aussagen. Aus seiner reichhaltigen Sammlung fügte er zahlreiche Dokumente hinzu, so dass das Schannat’schen Manuskript zu einem achtbändigen Werk wuchs, das Bärsch zwischen 1824 und 1855 in drei Bänden herausbrachte.
Die Eiflia mit dem vollständigen Titel Eiflia Illustrata oder geographische und historische Beschreibung der Eifel von Johann Friedrich Schannat, 1739. Auszug aus dem latheinischen Manuscripte übersetzt und mit Anmerkungen und Zusätzen bereichert von Georg Bärsch, 1852 zählt bis heute zu den wichtigsten  Standardwerken der historisch-geographischen Eifelliteratur. Sie wurde 1966 in Osnabrück erneut aufgelegt.

### Annalen des Historischen Vereins für den Niederrhein
Georg Baersch war Mitglied des Historischen Vereins für den Niederrhein und publizierte die Ergebnisse seiner historischen Forschungen in dessen Annalen Bereits im zweiten Heft der seit 1855 erscheinenden Fachpublikation wurde sein Aufsatz: Nachrichten über Klöster des Prämonstratenser-Ordens, besonders im Rheinlande und Westphalen abgedruckt. Im Heft 7 veröffentlichte er eine Studie über das englische Adelsgeschlecht Bertie und 1860 im Heft 8 Urkunden über die Abteien Malmedy und Stablo.

### Monographien
- Einige geschichtliche Nachrichten über Stadtkyll im Kreise Prüm, und über die vormaligen Besitzer dieses Ortes, die Grafen von Manderscheid. Johann Peter Bachem, Köln 1821
- Johann Friedrich Schannat und Georg Bärsch: Eiflia illustrata oder geographische und historische Beschreibung der Eifel. Johann Peter Bachem, Köln 1824, Digitalisat bei Google Books
- Moselstrom von Metz bis Coblenz. 1841.
- Statistisch-topographische Beschreibung des Regierungsbezirks Trier. Trier 1841–48. Digitalisat bei Dilibri
- Beschreibung des Regierungsbezirks Trier. Trier 1846–49. Digitalisat von Band 1 (1849) und Band 2 (1846) bei BSB.
- Beiträge zur Geschichte des Tugendbundes. Hamburg 1852.
- Das Prämonstratenserkloster Steinfeld. 1857.

### Biographische Schriften
- Ferdinand von Schill Zug und Tod im Jahre 1809, 1860.[11]
- Erinnerungen aus meinem vielbewegten Leben. Beaufort, Aachen 1857.[12]